# Laurence Stassen
Laurence Jeanne Arnoldine Joseph Stassen (Sittard, 8 februari 1971) is een Nederlands politica.

## Biografie
Stassen is opgegroeid in een ondernemersgezin. Haar vader had een steenfabriek en tot haar 24e hielp ook Laurence mee. In 2005 nodigde ze Wilders en enkele medestanders uit voor het bespreken van de oprichting van een nieuwe partij. Ze was freelance televisiepresentatrice van de regionale omroep TV Limburg. Daar presenteerde ze enkele keren het gesponsorde programma Limburg leeft, over wonen en leven in Limburg. Stassen werd in 2018, in navolging van haar vader en grootvader, beschermvrouw van schutterij "Wilhelmina" van Hingen, een buurtschap nabij Echt.

## Provinciale Staten Limburg
Op 10 december 2010 werd de toen 39-jarige Stassen lijsttrekker voor de PVV bij de Provinciale Statenverkiezingen 2011 in de provincie Limburg. De PVV won de verkiezingen en werd met 10 zetels de grootste partij in Limburg. Stassen werd lid van de Provinciale Staten van Limburg maar bleef ook lid van het Europees Parlement. In juni 2012 maakte Stassen bekend niet langer fractievoorzitter van de Limburgse PVV te zijn. Zij droeg haar taak over aan Michael Heemels. De reden hiervoor is dat zij na de Tweede Kamerverkiezingen van 12 september, de plek van Barry Madlener zou overnemen als de nieuwe delegatieleider in het EP. Madlener kwam volgens Wilders op een verkiesbare plek te staan.

## Europees Parlement
Voor de Europese Parlementsverkiezingen van 2009 stond Stassen op de vierde plek van de kandidatenlijst van de PVV. Op zich een verkiesbare plaats - de PVV behaalde vier zetels - ware het niet dat de lager geplaatste partijleider Geert Wilders met voorkeurstemmen was verkozen. Wilders had echter al aangegeven fractievoorzitter van de PVV-fractie in de Tweede Kamer te blijven, zodat Stassen op 14 juli 2009 kon worden geïnstalleerd als lid van het Europees Parlement. Op 20 september 2012 werd Laurence Stassen delegatieleider van de PVV in het Europees Parlement.
Naar aanleiding van Wilders' anti-Marokkaanse uitspraken na de gemeenteraadsverkiezingen van 2014 stapte zij op 21 maart van dat jaar uit de PVV. In het Europees Parlement ging zij door als eenmansfractie. Haar zetel in de Provinciale Staten stelde zij ter beschikking van de PVV.
Bij de Europese Parlementsverkiezingen van 2014 was Stassen kandidaat van de Britse partij An Independence from Europe, voor het district Zuidoost-Engeland, dat als doel had om Engeland per direct uit de Europese Unie te laten gaan. Zij werd echter niet herkozen als lid van het Europees Parlement.

## VNL
Op 29 december 2014 meldde Stassen in de uitzending van EenVandaag dat zij zich had aangesloten bij VNL. Zij was voorzitter van de Raad van Advies van VNL. In juni 2015 werd Stassen partijvoorzitter van VNL als opvolger van Louis Bontes die zijn functie neerlegde na de keuze van oud-advocaat Bram Moszkowicz als lijsttrekker. Op 17 juni 2017 werd, nadat de partij bij de Tweede Kamerverkiezingen 2017 geen zetel behaalde, besloten VNL op te heffen.

## Persoonlijk
Stassen is getrouwd en heeft twee kinderen. Ze is woonachtig in Echt.
- Parlement.com: vi5kc6ilmfxc